# Roberto De Vito
Roberto De Vito (Firenze, 19 febbraio 1867 – Roma, 13 agosto 1959) è stato un politico italiano, fu Ministro dei trasporti, poste e telegrafi e pubblica istruzione del Regno d'Italia nel Governo Nitti I e Ministro della marina nei governi Facta I e  Facta II.

## Biografia
Magistrato amministrativo, fu consigliere di Stato dal 5 dicembre 1909; presidente di sezione del Consiglio di Stato (31 maggio 1928-19 febbraio 1937), fu nominato presidente onorario del Consiglio di Stato il 19 febbraio 1937.